# 井上行広
井上 行広（いのうえ ゆきひろ、1969年10月25日 - ）は、日本の漫画家。大阪府出身。大阪府立牧野高等学校卒業。

## 経歴・人物
1990年、動物屋少年達名義で月刊少年キャプテン第1回キャプテングランプリ賞を受賞し、『キャプテングランプリ』Vol.1でデビュー。
1993年に堀井秀人（ほりい しゅうと）名義で「塚田マン」で第46回手塚賞佳作受賞。
『週刊少年ジャンプ』1996年32号より『ドルヒラ』を連載する。同作は、突然ペンタッチが田島昭宇風に変わった。後にも、田島風の絵柄でホラー漫画も描いていた。
その後井上行広に改名して『ジャンプ』や増刊号に読切を複数発表していたが、『赤マルジャンプ』2000SPRINGに掲載された「バケルンバスター孔雀」を最後に『ジャンプ』から離れることになる。
その後、角川書店の雑誌で執筆するようになる一方で、「レオナルドの恩返し」（『ガンガンパワード』2003年秋季号掲載）で第2回スクウェア・エニックスマンガ大賞ギャグ部門佳作を受賞。その際にいのうえゆうのペンネームを用いていたことから、一時期、スクウェア・エニックスや秋田書店の雑誌ではいのうえゆう名義で執筆していた（現在は井上行広に統一）。

## 作品一覧

### 漫画

#### 動物屋少年達名義
- STAND（キャプテングランプリVol.1掲載）

#### 堀井秀人名義
- 塚田マン（『めざせ漫画家!手塚・赤塚賞受賞作品集』13巻収録）
- ドルヒラ（『週刊少年ジャンプ』連載、全2巻）

#### 井上行広名義
- バケルンバスター孔雀（原作：梶研吾、『赤マルジャンプ』2000 SPRING掲載）
- アクシズのハマーンさん（『ガンダムエース』連載）
- おかわりナポリタン（『チャンピオンRED いちご』連載）
- すぷらったシスター（『チャンピオンRED いちご』Vol.12に掲載）
- バケカノ（『チャンピオンRED いちご』Vol.13-）
- 超超お父さんドズル 〜やらせはせんぞう物語〜（『ガンダムエース』連載中）
- たまごさん（『ケロケロエース』連載）
- あわドルぐらし（『チャンピオンRED』掲載、既刊1巻）

#### いのうえゆう名義
- ラブリー天使サッチーさん（『チャンピオンRED』短期集中連載）※
- 宇宙刑事ヒカルちゃん（『ガンガンパワード』2004年秋季号掲載）

### イラスト

#### いのうえゆう名義
- はじめ作・あおくび大根-わびさび日記

#### 井上行広名義
- 「マンガでわかる男が知るべき女のカラダ」（河野美香著、2012年、SBクリエイティブサイエンス・アイ新書）
- 「図解・化学「超」入門: 物質の基本がゼロからわかる」（左巻健男・寺田光宏・山田洋一、2014年、SBクリエイティブサイエンス・アイ新書）
- 「大人が知っておきたい物理の常識」（左巻健男・浮田裕著、2015年、SBクリエイティブサイエンス・アイ新書）

## 受賞歴
- 第46回（1993年下半期）手塚賞佳作「塚田マン」
- 第2回スクウェア・エニックスマンガ大賞ギャグ部門佳作「レオナルドの恩返し」

## 関連人物
- 田丸浩史 - 高校時代の同級生で友人[1]、アシスタント従事[2]
- 木多康昭 - 「幕張」「泣くようぐいす」内でネタにされる。「幕張」作中ではドルヒラ連載中に井上(堀井)が逃亡したことが事実という設定になっており、ほぼ全ての執筆作業を押し付けられる羽目になったチーフアシスタントを模した人物が登場する。